# Francisco Villa, Tzimol
Francisco Villa är en ort i Mexiko.   Den ligger i kommunen Tzimol och delstaten Chiapas, i den sydöstra delen av landet, 800 km sydost om huvudstaden Mexico City. Francisco Villa ligger 630 meter över havet och antalet invånare är 527.
Terrängen runt Francisco Villa är kuperad åt nordost, men åt sydväst är den platt. Runt Francisco Villa är det ganska glesbefolkat, med 35 invånare per kvadratkilometer. Närmaste större samhälle är Comitán, 17,3 km öster om Francisco Villa. Omgivningarna runt Francisco Villa är en mosaik av jordbruksmark och naturlig växtlighet.